# Ben Hur (1907)
Ben Hur é um filme mudo estadunidense de 1907. Trata-se da primeira versão cinematográfica do romance "Ben Hur", de Lew Wallace, dirigida pelo canadense, Sidney Olcott, e realizada debaixo das limitações técnicas da época. O tempo do filme não excede 15 minutos, dos quais a maior parte é consumida com a cena da corrida de quadrigas, filmada por uma câmera estática.

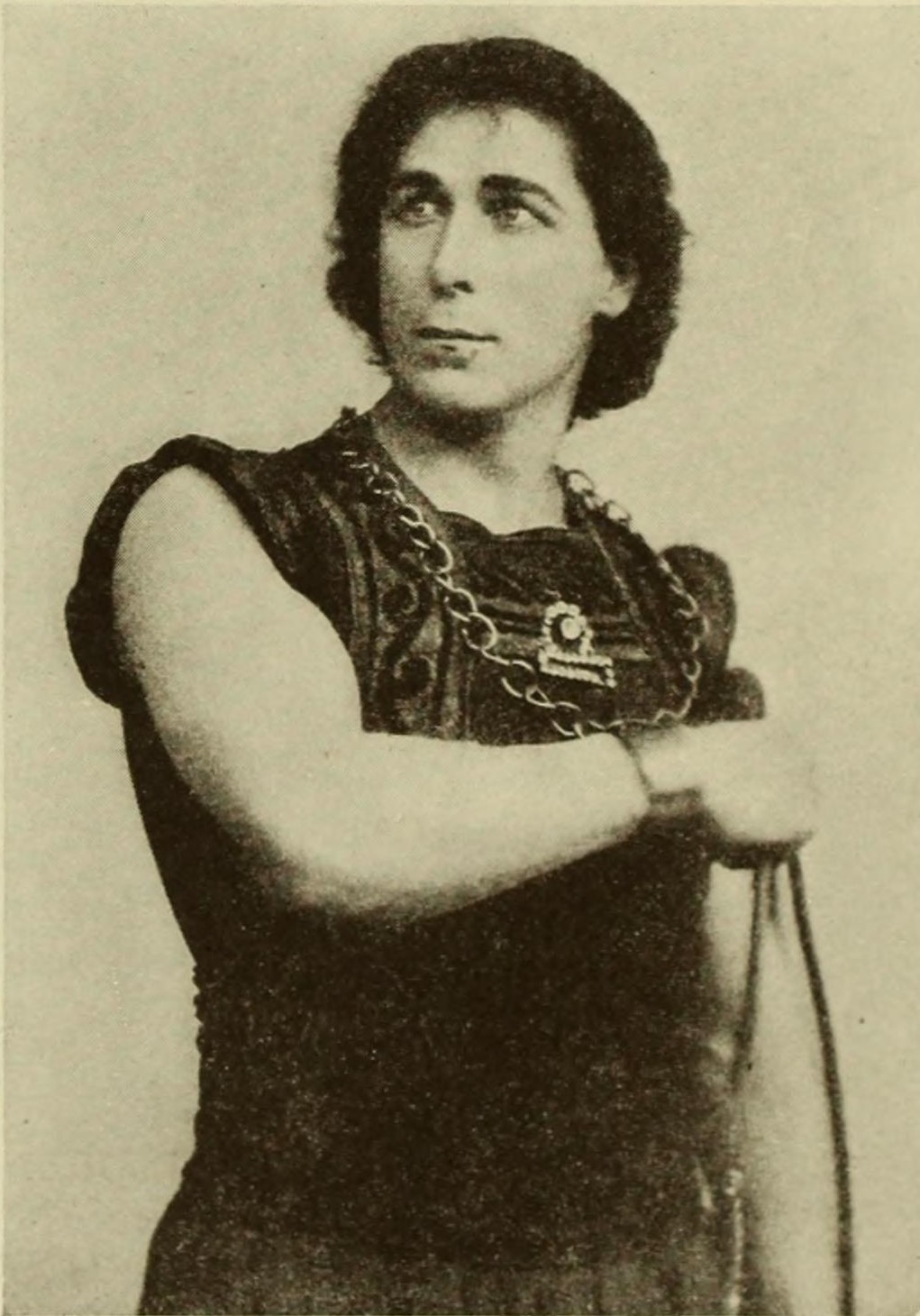
William S. Hart como Messala.

A Companhia Kalem, que produziu o filme, foi processada pelos herdeiros do autor do romance, Lew Wallace, por violação de direito autoral. O tribunal americano que acatou a queixa condenou a empresa a indenizá-los.

## Elenco
- Herman Rottjer como "Chefe  e possivelmente como Judah Ben-Hur[2][3]
- William S. Hart como Messala (envolvimento não creditado e não verificado no filme)
- Gene Gauntier
- Harry T. Morey
- Beal (ou Peal), Sheridan e Matler como outros "Pilotos" na corrida de carruagem.